# Juli Munlloch i Martí
Juli Munlloch i Martí (Barcelona, 22 d'octubre de 1916 - Ciutat de Mèxic, 9 de gener de 1996) fou un futbolista català de les dècades de 1930 i 1940.

## Trajectòria
Nascut al barri de Gràcia, jugà al futbol base del CE Europa, a l'equip Petits Bordoys, nom que feia referència a l'antic jugador del club Joan Bordoy. Després jugà al Petits Rodés, filial del Catalunya FC (club resultant de la fusió d'Europa i Gràcia), passant a continuació a la UD Gràcia. Extrem esquerre, debutà al primer equip del FC Barcelona la temporada 1934-35. Amb el Barça disputà 64 partits, marcà 16 gols i guanyà dos Campionats de Catalunya (1935, 1936) i la Lliga Mediterrània. L'estiu del 1937 participà en la gira que el club feu per Amèrica, exiliant-se finalment a Mèxic.
Fou jugador de l'Olympique de Marsella, del CF Asturias, on guanyà la lliga del 1939, i del CF Atlante, a Mèxic, i del Vélez Sarsfield argentí.
Jugà una vegada amb la selecció catalana el 1936.